# 뉴질랜드 나이츠 FC
뉴질랜드 나이츠 FC(New Zealand Knights Football Club)는 1999년에 창단되어 2007년에 해체된 뉴질랜드의 프로 축구단이다. 오클랜드를 연고지로 하였으며 A리그에 참가했다.

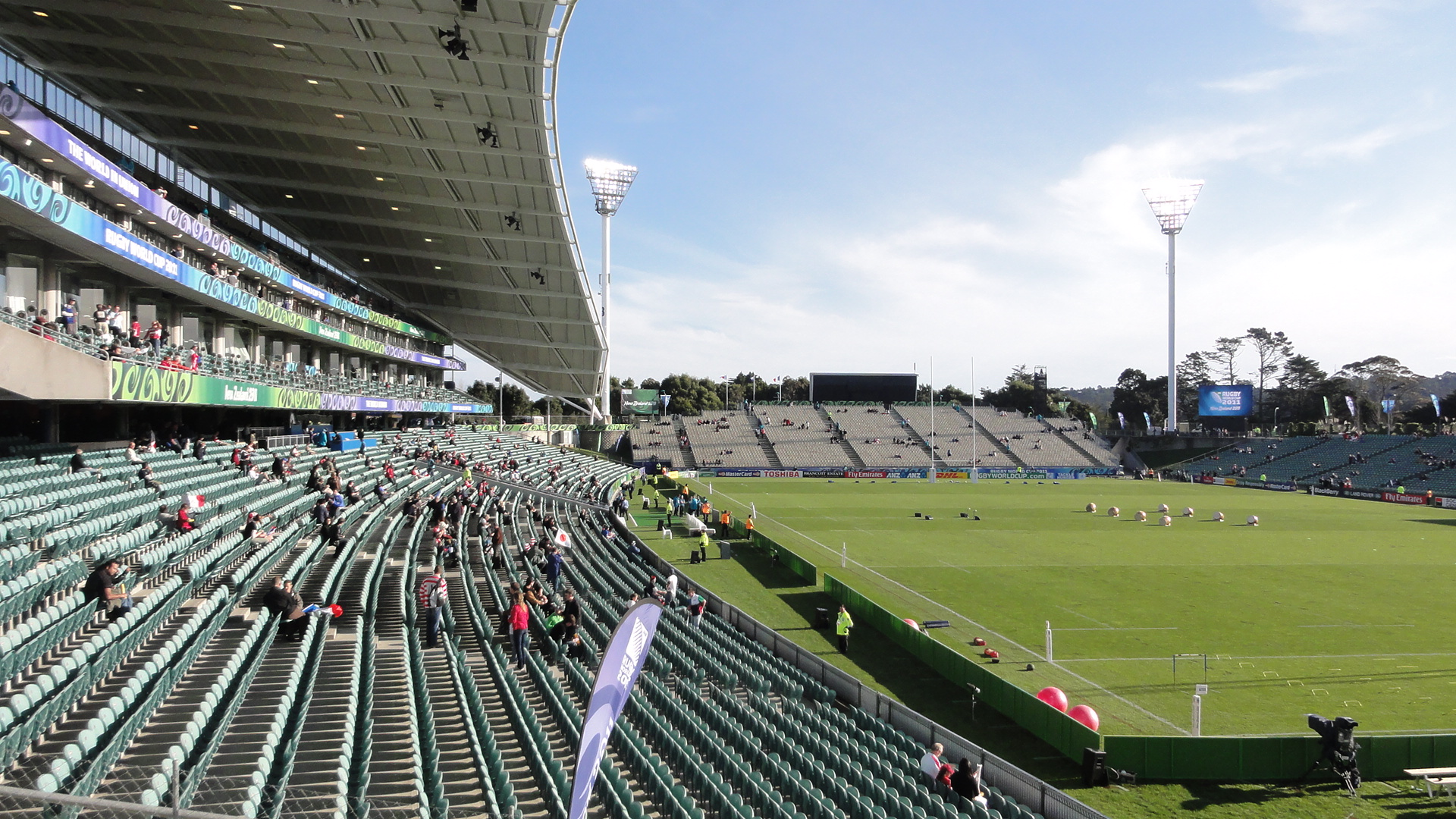
노스 하버 스타디움

## 역사

### 킹즈와 NSL 1999–2004
풋볼 킹즈 FC(호주에서는 오클랜드 킹즈)는 1999년 호주 내셔널 사커 리그에 가입하여 NSL의 마지막 5 시즌에 출전하여 매 시즌 플레이오프 진출에 실패했었다. 클럽은 원래 "Kings"라는 철자를 사용했지만 호주 농구 팀인 시드니 킹스로부터의 법적 항의 이후 Kingz로 변경되었다.

#### 뉴질랜드 나이츠로 재창단
풋볼 킹즈는 2004년에 해체되었고 A 리그라는 호주의 새로운 축구 대회를 위한 새로운 프랜차이즈로서 기존의 풋볼 킹즈를 모체로 하는 축구단이 창단되었다. 구단에서 시행한 시장 조사 결과, 응답자의 76%가 기존의 이름 변경에 찬성했으며 35세 이하의 사람들만을 통한 조사 이후에는 변화에 찬성하는 비율이 90%로 증가했다. 또한 "Knights"라는 이름은 설문 조사에서 제안된 모든 이름 중 가장 반응이 좋았던 이름으로 다른 이름보다 30% 더 높은 득표율을 기록했다.
전 풋볼 킹즈 FC 총지배인 가이 헤드윅이 뉴질랜드 나이츠의 CEO로 승진되었고 그와 함께 풋볼 나이츠와 와이타케레 시티 회장인 안토니 리가 구조 조정에서 뉴질랜드 나이츠의 회장이 되었다.
클럽이 가진 유일한 주요 스폰서는 소매점 Zero의 New Zealand (Sub Sandwiches)였다. 스폰서는 슬리브 스폰서로서 여섯 자릿수 거래에서 처음 세 시즌 동안 나이츠와의 거래에 동의했다.
나이츠는 A-리그의 8개 창립 팀 중 하나로 정해졌다.1982년 뉴질랜드 축구 국가대표팀을 처음으로 월드컵 본선에 진출시킨 존 아드셰드가 구단의 초대 감독으로 부임되었다. 또한 이전에 잉글랜드 프리미어리그 리즈 유나이티드에서 에서 뛰었던 전 뉴질랜드 국가대표 대니 헤이가 팀의 초대 주장직을 맡게 되었다.

### 뉴질랜드 나이츠 A-리그 시즌 2005–2007
영국 축구에 대한 폭넓은 경험을 가진 여러 선수를 자랑하는 선수단을 지녔음에도 불구하고 많은 전문가들은 나이츠를 A-리그에서의 강팀으로 평가하지 않았다. 전문가들의 예측은 옳았고, 나이츠는 A리그 데뷔 시즌에서 좋지 않은 모습들을 이어갔다.
2006년 4월 부진한 시즌을 보낸 후 존 아드셰드 감독이 클럽에서 사임했다. 폴 네빈이 한 달 후 새 감독으로 부임 했으며, 아드셰드는 이후 구단 관리자로 일했다.
2006년 10월 말, 오클랜드 노스 하버 스타디움의 관중 수가 적고 계속된 부진 등 여러 복합적인 이유들로 인해 오스트레일리아 축구 연맹은 나이츠를 A-리그에서 제외시킬 것이라는 소문이 돌았고 11월 15일과 11월 이적 기간이 거의 끝나갈 무렵 나이츠의 이사회와 경영진은 일련의 저조한 성과로 인해 폴 네빈을 해임하기로 결정했다.
2006년 12월 13일, FFA가 나이츠를 리그에서 제외시킬 것이라는 소문이 다시 떠 올랐다. FFA는 낮은 출석률, 저조한 성적, 국내 발전 선수의 부족에 대해 계속해서 불안감을 표명했다.
12월 14일 늦게 FFA는 나이츠의 소유주가 보유한 대회 라이선스를 취소했다고 발표했다. NZ Soccer와의 합의는 전 뉴질랜드 축구 국가대표팀 선수 리키 허버트가 감독 역할을 수행하면서 정규 시즌의 남은 5주 동안 클럽을 관리하기 위해 국가 기구가 개입하는 것을 보게 될 것이다.
사실상 나이츠의 마지막 경기인 퍼스 글로리 FC 와 경기를 치른 1월 21일에 해산되었다.
2007년 3월 19일,뉴질랜드 나이츠의 자리는 웰링턴 피닉스 FC가 대체하게 되었다.

#### A리그 시즌 결과
| 시즌    | 분할  | 리그 | 리그 | 리그 | 리그 | 리그 | 리그 | 리그 | 리그 | 리그 | 리그   | 최고 득점자             | 최고 득점자 |
| 시즌    | 분할  | P    | W    | D    | L    | F    | A    | GD   | Pts  | Pos  | Finals | 이름                    | 골          |
| ------- | ----- | ---- | ---- | ---- | ---- | ---- | ---- | ---- | ---- | ---- | ------ | ----------------------- | ----------- |
| 2005–06 | A리그 | 21   | 1    | 3    | 17   | 15   | 47   | -32  | 6    | 8    | –      | 제레미 브로키 사이먼 여 | 4           |
| 2006–07 | A리그 | 21   | 5    | 4    | 12   | 13   | 39   | -26  | 19   | 8    | –      | 노아 히키 네일 엠블렌   | 2           |

### 역대 주장
- 2005  대니 헤이
- 2006  대런 베이즐리

## 선수 명단

### 역대
- 미야자와 히로시(2001 ~ 2003)
- 대런 베이즐리(2005 ~ 2007)

## 경기장

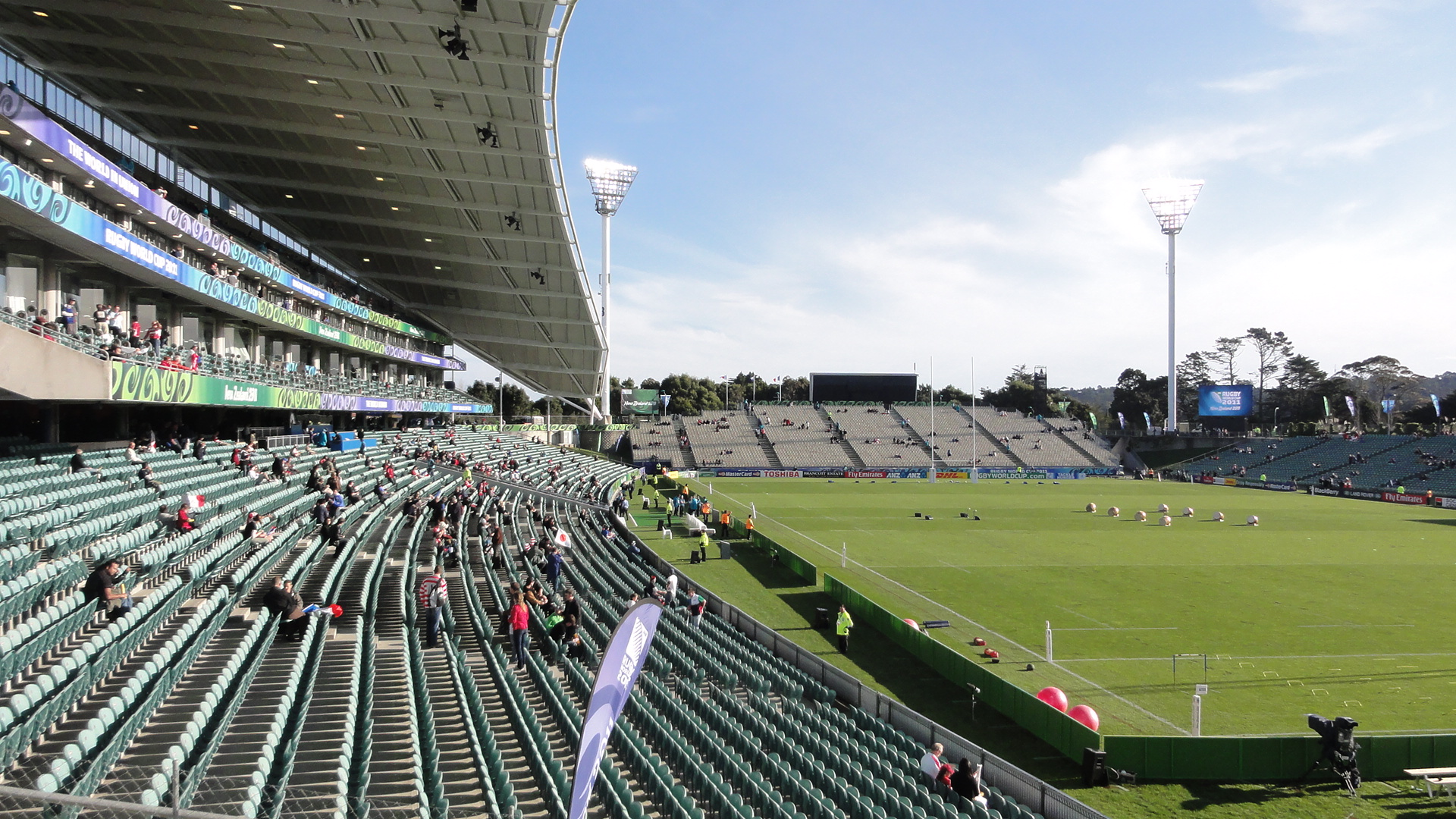
뉴질랜드 나이츠의 옛 홈구장인 노스 하버 스타디움

노스 하버 스타디움(North Harbour Stadium)은 뉴질랜드 오클랜드 노스 쇼어의 알바니에 위치한 직사각형 모양의 경기장이다. 거의 10년에 걸친 논의, 계획 및 건설 끝에 1997년에 개장했다.
노스 하버 스타디움에는 공식 수용 인원이 25,000명에 4개의 주요 좌석 공간이 있다. 이 수용 인원 중 19,000명(76%)이 좌석에 있고 나머지 6,000명은 잔디 제방이 존재한다.
- 메인 그랜드스탠드 — 독특한 아치형 지붕이 있는 미래 지향적인 구조이다. 경기장 남쪽의 지붕 아래에는 총 12,000명이 앉을 수 있다.
- 오픈 스탠드 — 메인 그랜드스탠드 맞은편에 7,000명을 수용할 수 있는 지붕이 없는 단일 층이 있다.
- 제방 — 그라운드 양쪽 끝(동/서)에는 3,000명을 수용할 수 있는 단층 잔디 제방이 있다. 점수판은 서쪽 끝에 있고 리플레이 화면은 바로 맞은편에 위치해 있다.

경기장에는 45m 높이의 조명탑 4개가 설치되어 있다

## 색상 및 배지
나이츠는 은색 왼쪽 소매가 달린 올 블랙 스트립으로 경기를 했다. 체인지 스트립은 흰색이었고 검은 색 반바지와 흰색 양말이 있었다.
이 배지는 2005–06 첫 시즌을 위해 디자인되었으며 클럽 이름 변경을 강조한 2005년 1월 기자 회견에서 첫 출시되었다.

## 서포터즈
| 시즌      | 리그  | 평균  | 최다 관중 | 경기             |
| --------- | ----- | ----- | --------- | ---------------- |
| 2006/2007 | A리그 | 3,009 | 7,304     | R1 – 뉴캐슬 제츠 |
| 2005/2006 | A리그 | 3,989 | 9,827     | R2 v 시드니 FC   |

## 감독 연혁
| 이름        | 국적     | 시작        | 끝          | 기록 | 기록 | 기록 | 기록 | 기록 | 기록 | 기록 | 기록 |
| 이름        | 국적     | 시작        | 끝          | P    | W    | D    | L    | F    | A    | GD   | Pts  |
| ----------- | -------- | ----------- | ----------- | ---- | ---- | ---- | ---- | ---- | ---- | ---- | ---- |
| 존 아드셰드 | 뉴질랜드 | 2005년 1월  | 2006년 4월  | 21   | 1    | 삼   | 17   | 15   | 47   | -32  | 6    |
| 폴 네빈     | 잉글랜드 | 2006년 5월  | 2006년 11월 | 12   | 2    | 1    | 9    | 4    | 26   | -22  | 7    |
| 배리 시몬즈 | 잉글랜드 | 2006년 11월 | 2006년 11월 | 4    | 0    | 2    | 2    | 3    | 8    | -5   | 2    |
| 리키 허버트 | 뉴질랜드 | 2006년 12월 | 2007년 1월  | 5    | 3    | 1    | 1    | 6    | 5    | 1    | 10   |
| 총          |          | 2005년 8월  | 2007년 1월  | 42   | 6    | 7    | 29   | 28   | 86   | -58  | 25   |

## 총합 리그 기록
- 최다 골 승리: 3-1 대 퀸슬랜드 (H), 2006년 12월 29일
- 최다 골 패배: 0-5 대 퀸슬랜드 (A), 2006년 9월 15일
- 최고 리그 관중 수: 9,827 vs 시드니 FC, 2005년 9월 2일
- 최저 리그 관중 수: 1,632 vs 센트럴코스트 매리너스, 2006년 9월 28일
- 연승: 2경기(2006년 12월 29일) – 2007년 1월 7일)
- 무패 행진: 4경기(2006년 12월 29일) – 2007년 1월 21일)
- 연패: 11경기(2005년 9월 18일) – 2005년 12월 1일)
- 연속 무승부: 18경기(2005년 9월 18일) – 2006년 9월 2일)
- 한 시즌 최다 득점: 4 – 제레미 브로키, 사이먼 여, 2005/06
- 한 시즌 최다 어시스트: 3 – 션 디바인, 2005/06
- 역대 최다 출전: 41회 – 대런 베이즐리
- 역대 최고 득점자: 4 – 제레미 브로키, 사이먼 여

## 같이 보기
- 풋볼 킹즈 FC
- 웰링턴 피닉스 FC
- 뉴질랜드 풋볼